# Ballantine
Ballantine – jednostka osadnicza w Stanach Zjednoczonych, w stanie Montana, w hrabstwie Yellowstone.